# The American Dream Is Killing Me
«The American Dream Is Killing Me» es una canción de la banda de rock estadounidense Green Day, lanzada el 24 de octubre de 2023 como sencillo principal de su decimocuarto álbum de estudio Saviors (2024). Fue lanzada junto con un vídeo musical a través de Reprise Records. Es el primer sencillo de Green Day desde "X-Kid" de 2013 siendo producido por Rob Cavallo.

## Antecedentes y composición
El 1 de octubre de 2023, la banda lanzó un nuevo sitio web con el nombre "The American Dream Is Killing Me" que mostraba una nueva canción y mostraba el 24 de octubre de 2023, marcado con un círculo en un calendario. La banda lanzó varios teasers en las siguientes semanas hasta el 24 de octubre, cuando se lanzó la canción junto con un video musical. También se entregó un vinilo a un número limitado de personas que ingresaron su dirección en el nuevo sitio web que contenía la canción, y una segunda canción nueva del álbum llamada "Look Ma, No Brains!". La canción fue una de las últimas que grabaron para el álbum.
"The American Dream Is Killing Me" es una canción de punk rock y pop punk, con riffs de guitarra que recuerdan al álbum American Idiot (2004), y el de 21st Century Breakdown (2009). Billie Joe dijo sobre la canción que es "una mirada a la forma en que el sueño americano tradicional no funciona para mucha gente; de hecho, está perjudicando a mucha gente".

## Video musical
El video musical se lanzó junto con el sencillo el 24 de octubre de 2023, luego de que la banda lanzara varios avances en las semanas anteriores. El vídeo comienza con una mujer atrapada en el tráfico escuchando una estación de radio de noticias antes de cambiar a una estación de música que comienza a reproducir la canción antes de ser atacada por un zombi. El vídeo muestra a la banda tocando la canción en medio de un apocalipsis zombie. El vídeo fue dirigido por Brendan Walter y Ryan Baxley.